# 德米多夫島
67°29′S 48°21′E / 67.483°S 48.350°E
德米多夫島是南極洲的島嶼，位於恩德比地，處於雷納冰川終點以北9公里和水文學家群島西南面17公里，以蘇聯探險隊的上尉命名。